# Parco storico di Ayutthaya
Il parco storico di Ayutthaya è un complesso archeologico thailandese, riconosciuto patrimonio dell'umanità dall'UNESCO nel 1991.

## Storia
La città di Ayutthaya fu fondata nel 1351 come capitale del regno omonimo, il secondo formato dal popolo thai dopo il regno di Sukhothai, fondato il secolo precedente. Fu costruita nel punto di affluenza tra i fiumi Chao Phraya, Lopburi e Pa Sak, creando un'isola con lo scavo di un canale a nord che completò il fossato difensivo. Nel giro di alcuni decenni Ayutthaya fu in grado di sottomettere Sukhothai e di ridimensionare l'Impero Khmer, a quei tempi il più importante Stato del Sud-est asiatico. Fu sin dall'inizio una città cosmopolita con abitanti di origini Thai, Khmer, Mon, Cinesi, Malesi e Indiane, caratteristica che avrebbe mantenuto nel corso della sua storia.
Situata nei pressi della parte centrale del golfo del Siam, in una posizione ideale per i traffici commerciali con la Cina e i Paesi arabi, divenne il centro più importante della regione dopo la caduta di Angkor, la capitale khmer. Con l'arrivo dei primi europei nel XVI secolo, gli scambi commerciali si ampliarono e Ayutthaya si arricchì ulteriormente, ma ebbero inizio le guerre contro la Birmania retta dalla dinastia di Toungoo, che fu in grado di conquistare la città nel 1569 e deportarne la maggior parte della popolazione. Riconquistata l'indipendenza, il XVII secolo fu un periodo di grande prosperità per Ayutthaya, favorita dai pochi conflitti militari; i Siamesi allacciarono nuovi rapporti commerciali con le fiorenti economie di Persia e India, con gli Olandesi che avevano preso il controllo dello stretto di Malacca e con i Giapponesi. Ayutthaya vide in quegli anni l'insediamento in città di nuove comunità di forestieri dediti agli affari, alle arti, alla politica e ad altri settori della vita sociale.

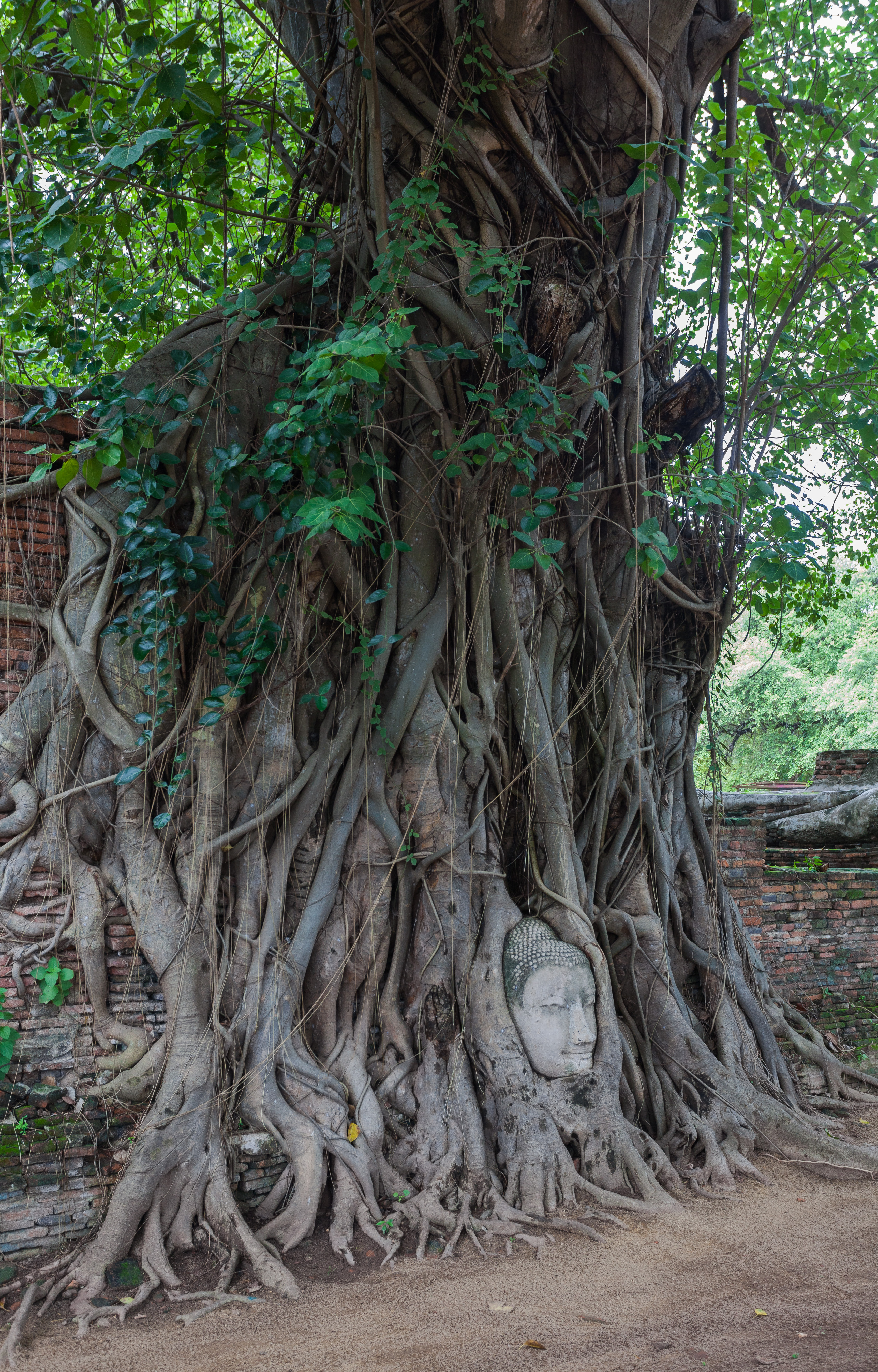
Testa di Buddha nel Wat Mahathat

Durante il regno di Narai (dal 1656 al 1688), il Siam conobbe il periodo di maggiore splendore della sua storia. Conosciuto come uno dei grandi re del Paese, sviluppò ulteriormente gli scambi commerciali e diplomatici con l'Occidente, in particolar modo con Britannici, Persiani e Francesi, che  contribuirono ad arricchire il regno e a fare di Ayutthaya il crocevia del commercio nella regione. Promosse le arti ed accolse a corte un gran numero di importanti scrittori e poeti in un periodo dorato per la letteratura siamese. Durante il suo regno vi furono le prime ambasciate siamesi in Europa e ricorse all'aiuto militare dei francesi, i cui inviati descrissero con stupore le magnificenze di corte. Ognuna delle varie comunità straniere che si insediarono ad Ayutthaya costruì secondo il proprio stile architettonico luoghi di culto e palazzi, le cui rovine sono ancora presenti nel parco storico.
Alla morte di Narai, nel 1688 il cortigiano Phetracha usurpò il trono e fece allontanare dal Siam tutti gli stranieri ad eccezione dei missionari; tale chiusura sarebbe rimasta effettiva fino alla prima metà dell'Ottocento. La perdita dei commerci con l'Occidente fu compensata dall'aumento degli scambi con gli Stati del sud e con la Cina, e in questo periodo crebbe l'immigrazione cinese. L'ultimo periodo di splendore di Ayutthaya corrispose al regno di Borommakot (1732-1758), che fece costruire grandi templi ed acquisì fama internazionale come patrono del buddhismo. Fiorirono le arti e l'economia ma i fasti in cui la corte e l'aristocrazia si adagiarono portarono all'assopimento dello spirito guerriero siamese e ne approfittarono i Birmani guidati dalla nuova aggressiva dinastia Konbaung, il cui capo-stipite Alaungpaya invase il Siam e pose sotto assedio la capitale nel 1760. L'attacco fu respinto ma un nuovo attacco fu fatale ad Ayutthaya, che capitolò dopo un lungo assedio il 7 aprile del 1767. I Birmani entrarono in città e si lasciarono andare ad ogni sorta di barbarie. Gli annali di Ayutthaya, i manoscritti contenenti le antiche leggi e i testi sacri furono portati via o dati alle fiamme. Furono incendiati e distrutti gli edifici e deportata buona parte della popolazione, tra cui circa 2 000 membri della famiglia reale. Ayutthaya fu abbandonata e invasa dalla giungla. Fu ricostruita diversi anni più tardi nei pressi della vecchia capitale. La nuova capitale Bangkok, fondata nel 1782, fu inizialmente edificata secondo i criteri urbanistici e architettonici dell'antica capitale con l'impiego di architetti e manovali specializzati scampati alla deportazione. Il nome di Ayutthaya compare nel nome cerimoniale che fu dato a Bangkok.

## Il parco storico
Il parco copre un'area di 169 ettari e le rovine degli edifici al suo interno dimostrano la creatività della civiltà siamese e l'abilità dei suoi artisti nell'assimilare le svariate influenze culturali straniere che si sono susseguite nel corso dei secoli. I grandi palazzi reali e monasteri di Ayutthaya, come Wat Mahathat e Wat Phra Si Sanphet, testimoniano la prosperità di cui godette la capitale, la progredita tecnologia utilizzata per la costruzione e l'affascinante richiamo dell'antica tradizione culturale insita. Tutti gli edifici erano finemente decorati con le migliori soluzioni artigianali e con estesi murales, in cui sono rappresentati miscugli delle varie civiltà che furono alla base dell'arte di Ayutthaya. Tra queste, in ordine cronologico, quella siamese di Sukhothai, quella khmer di Angkor e quelle del XVII e XVIII secolo di Giappone, Cina, India, Persia ed Europa crearono una complessa, ricca e originale cultura cosmopolita, in seguito utilizzata nella fusione di stili artistici e architettonici che hanno caratterizzato l'arte nazionale thailandese successiva.

## Galleria d'immagini

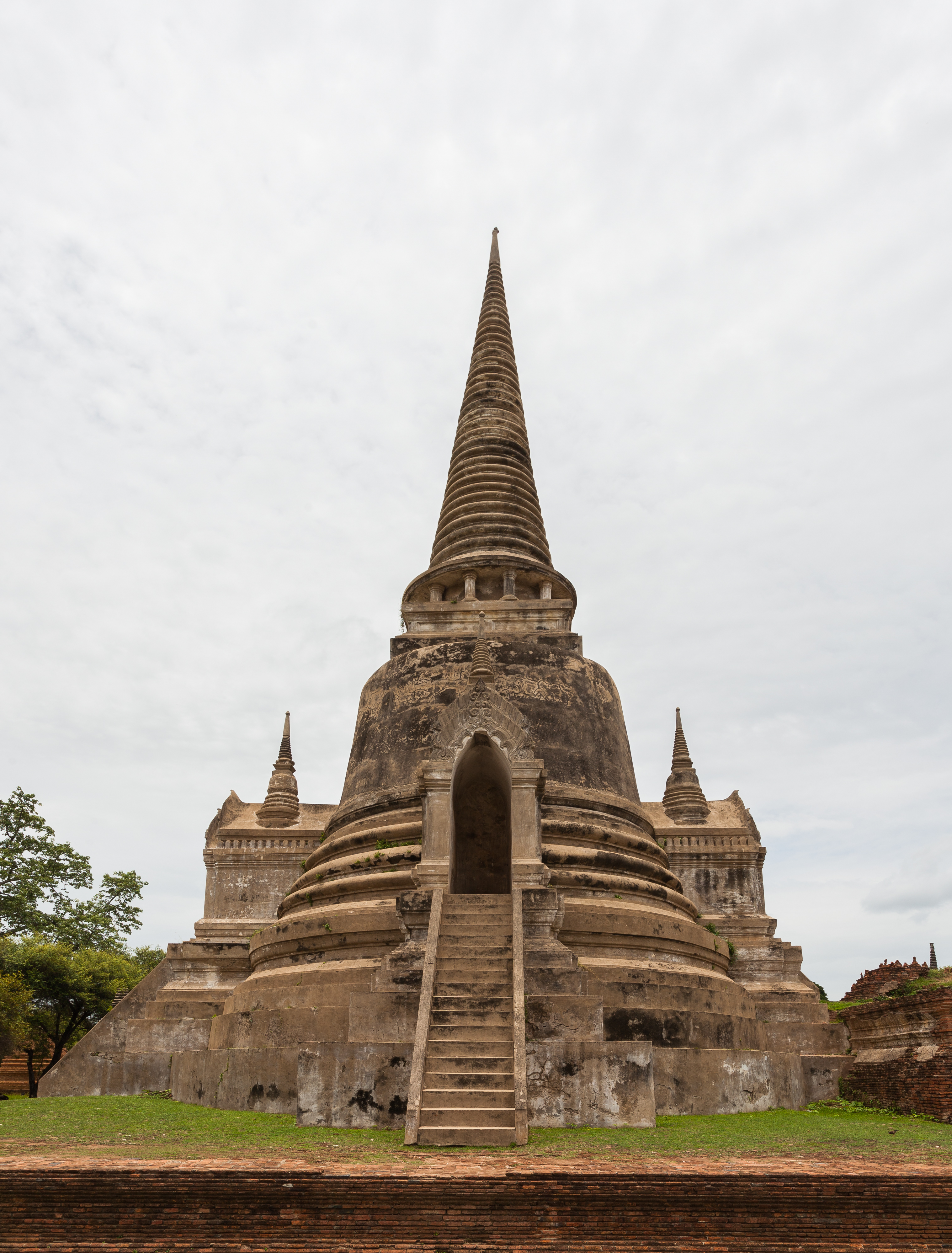
Wat Phra Sri Sanphet
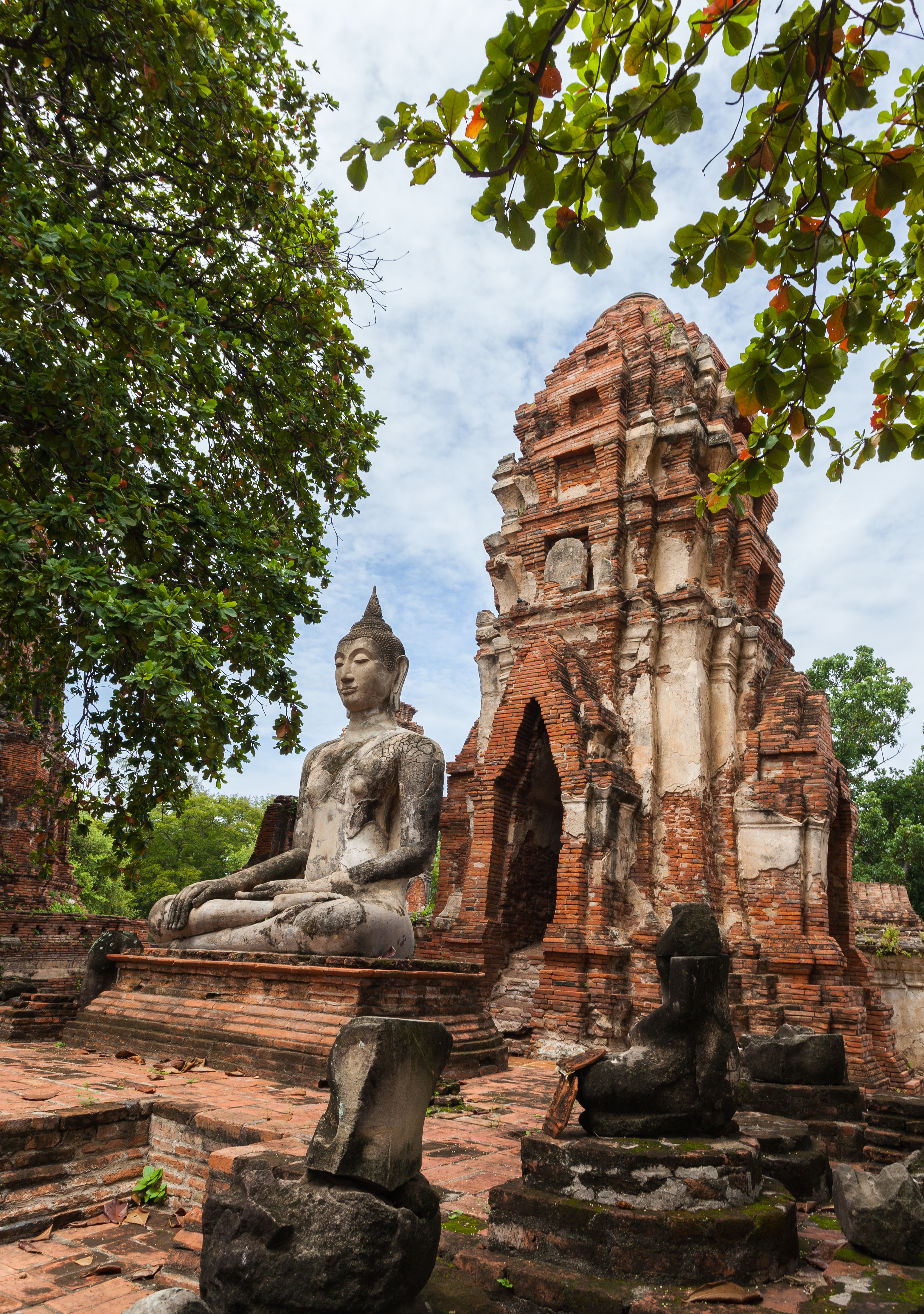
Wat Mahathat
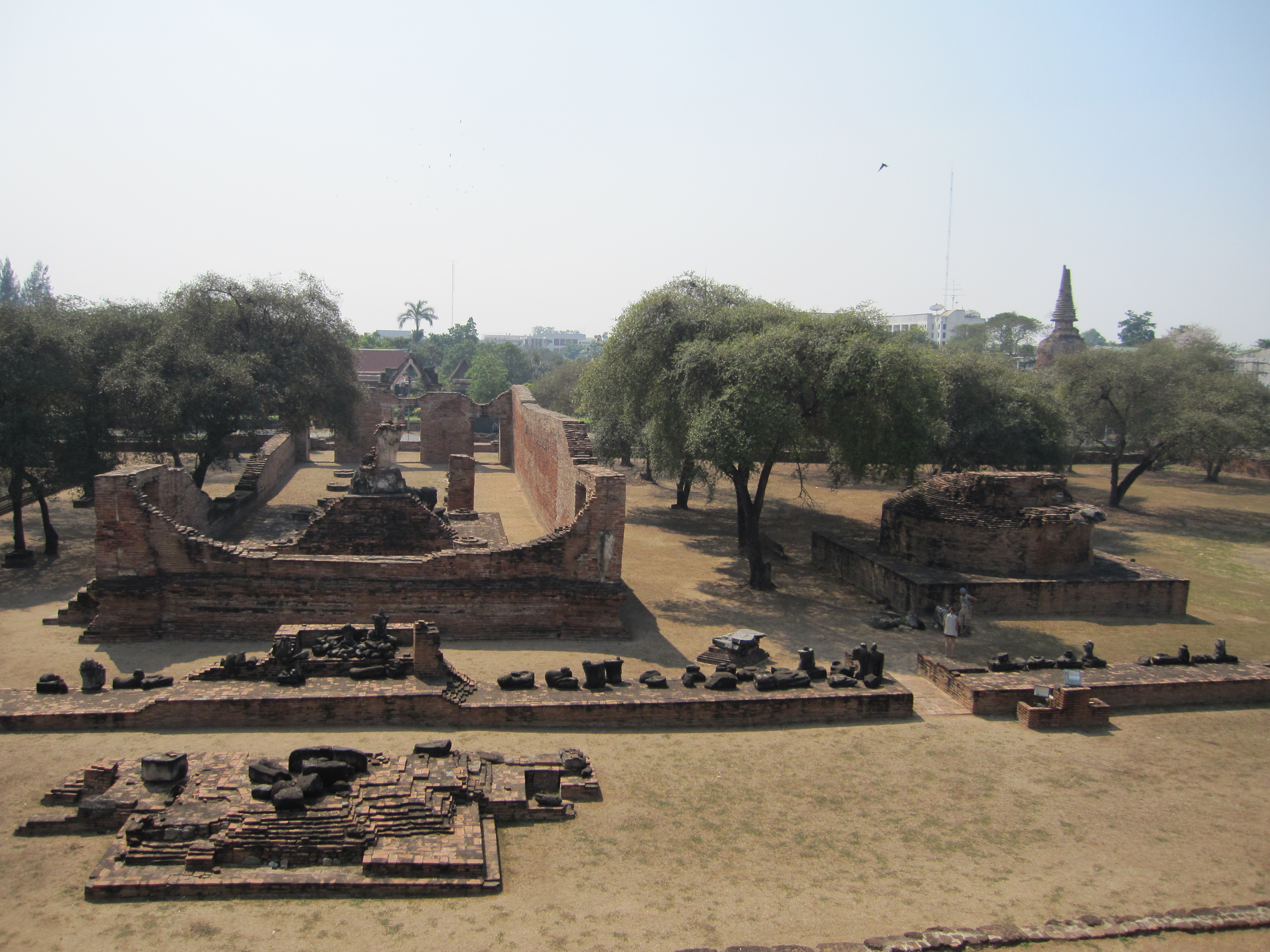
Wat Ratchaburana
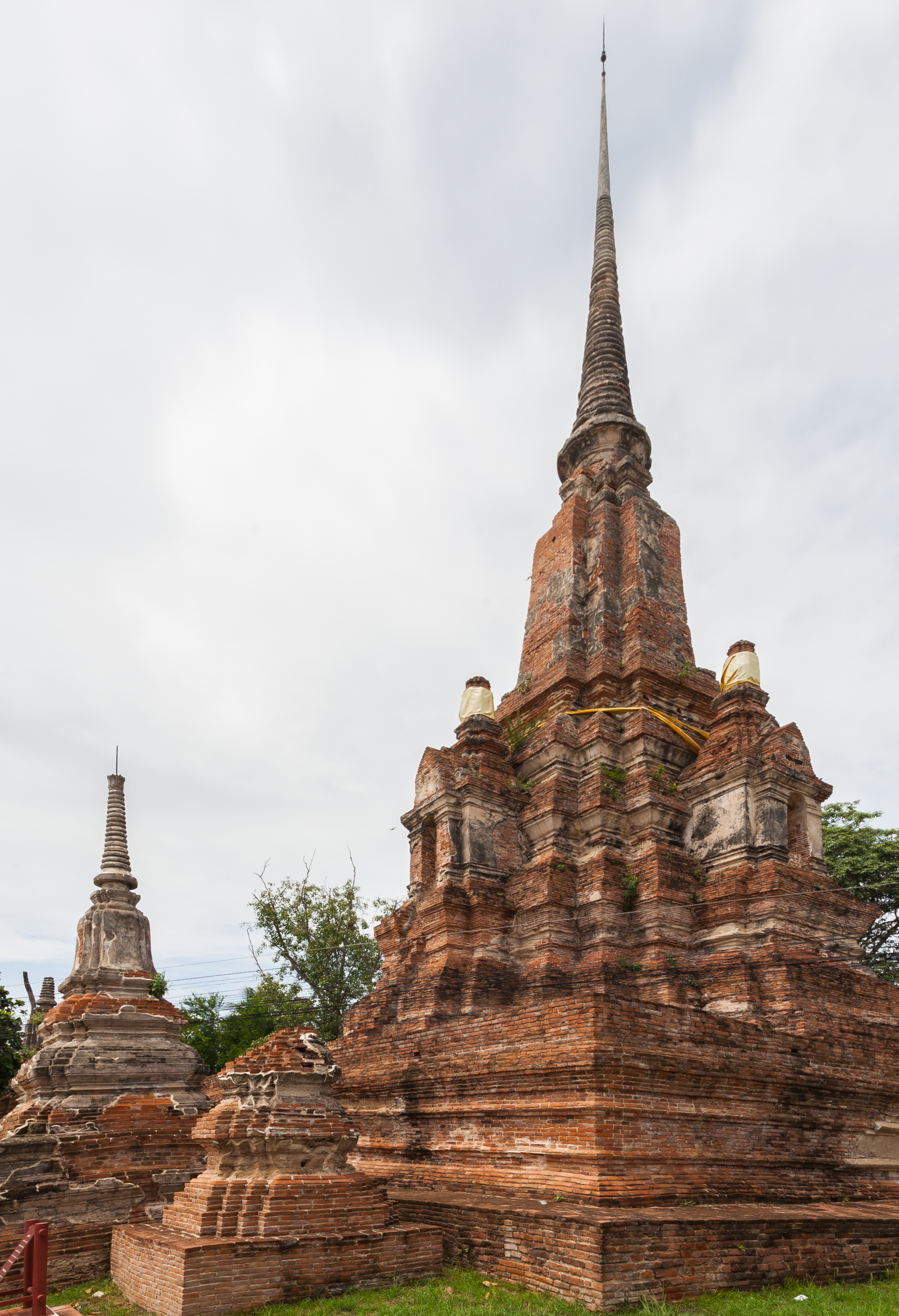
Wat Yanasen
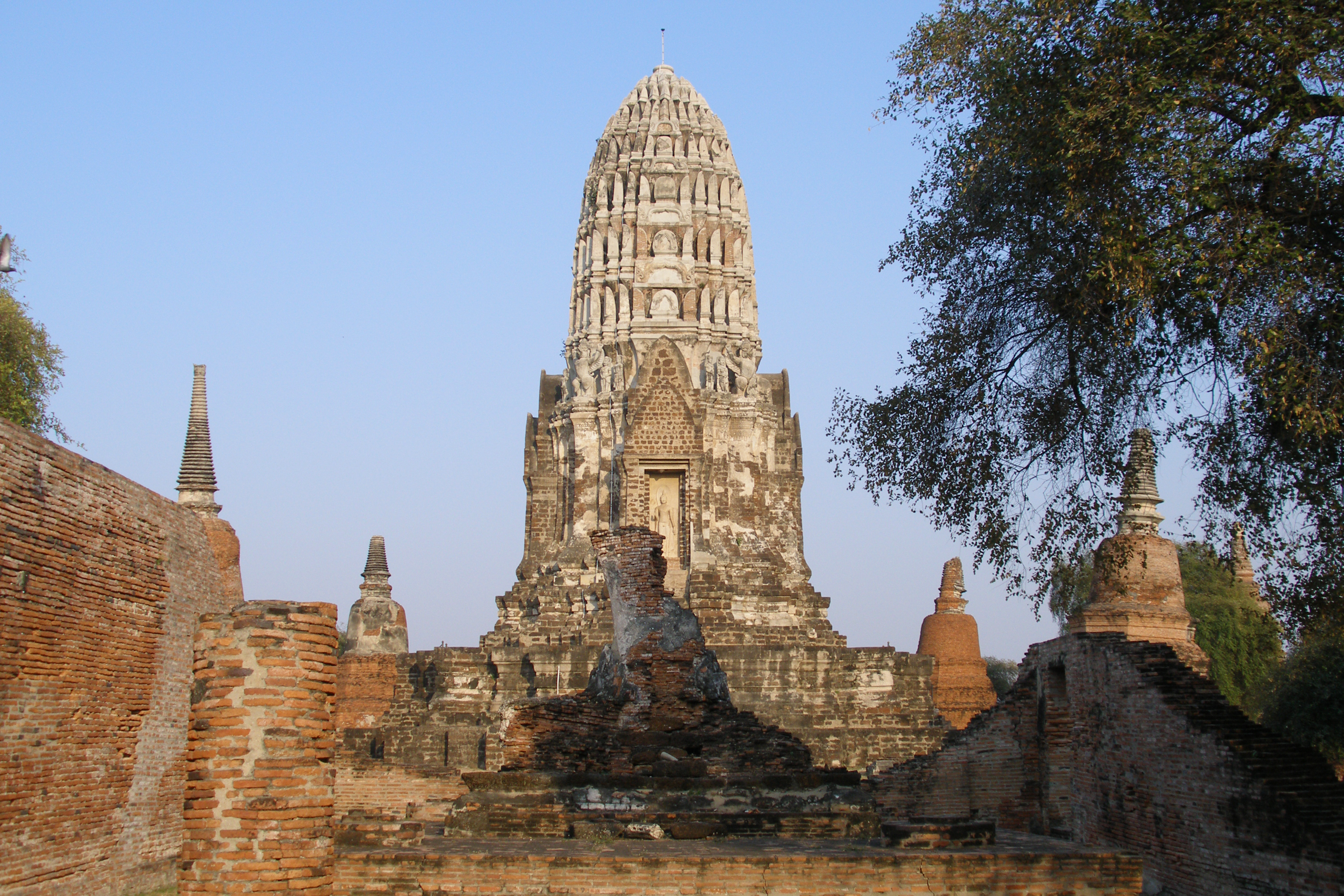
Wat Phra Ram
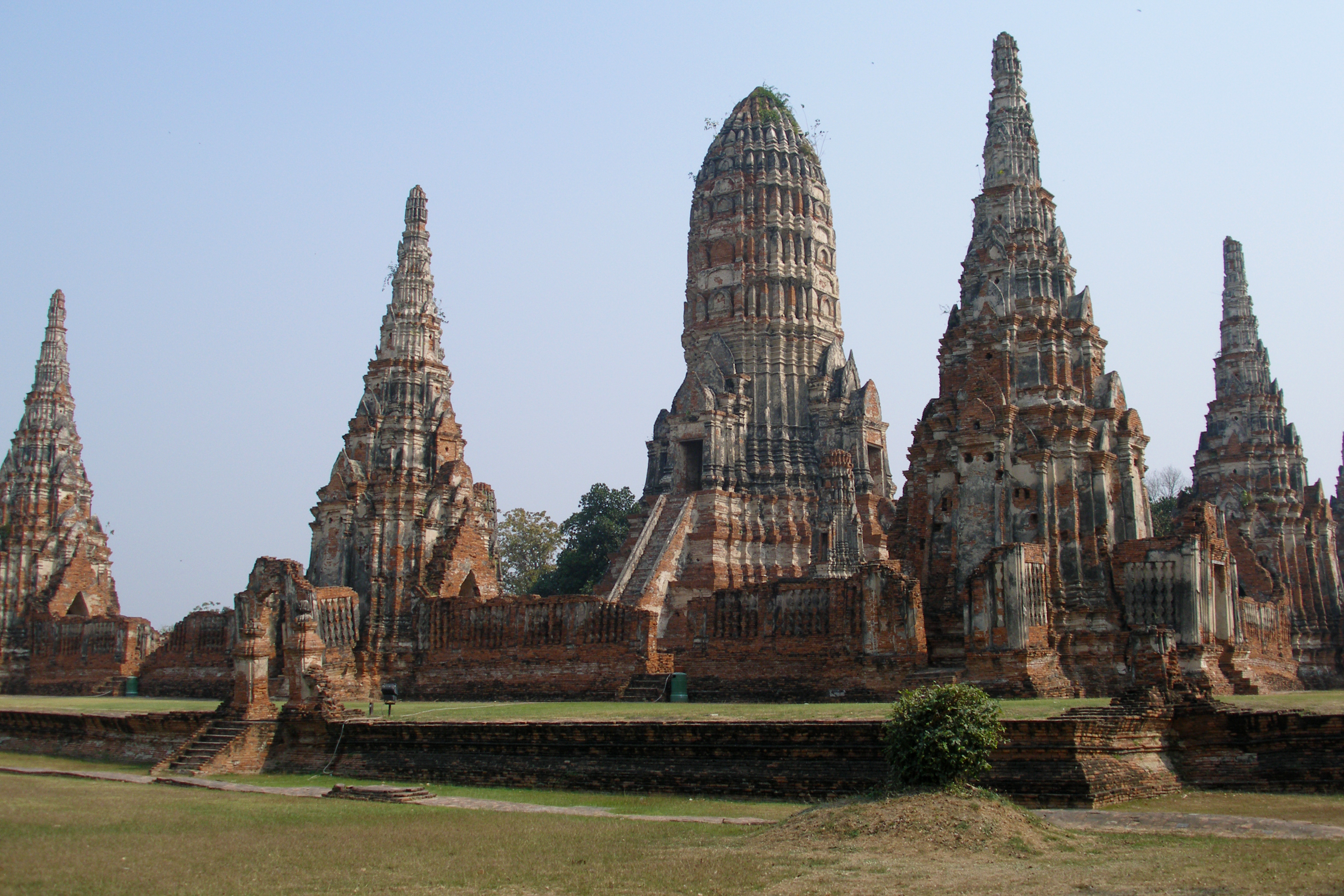
Wat Chaiwatthanaram
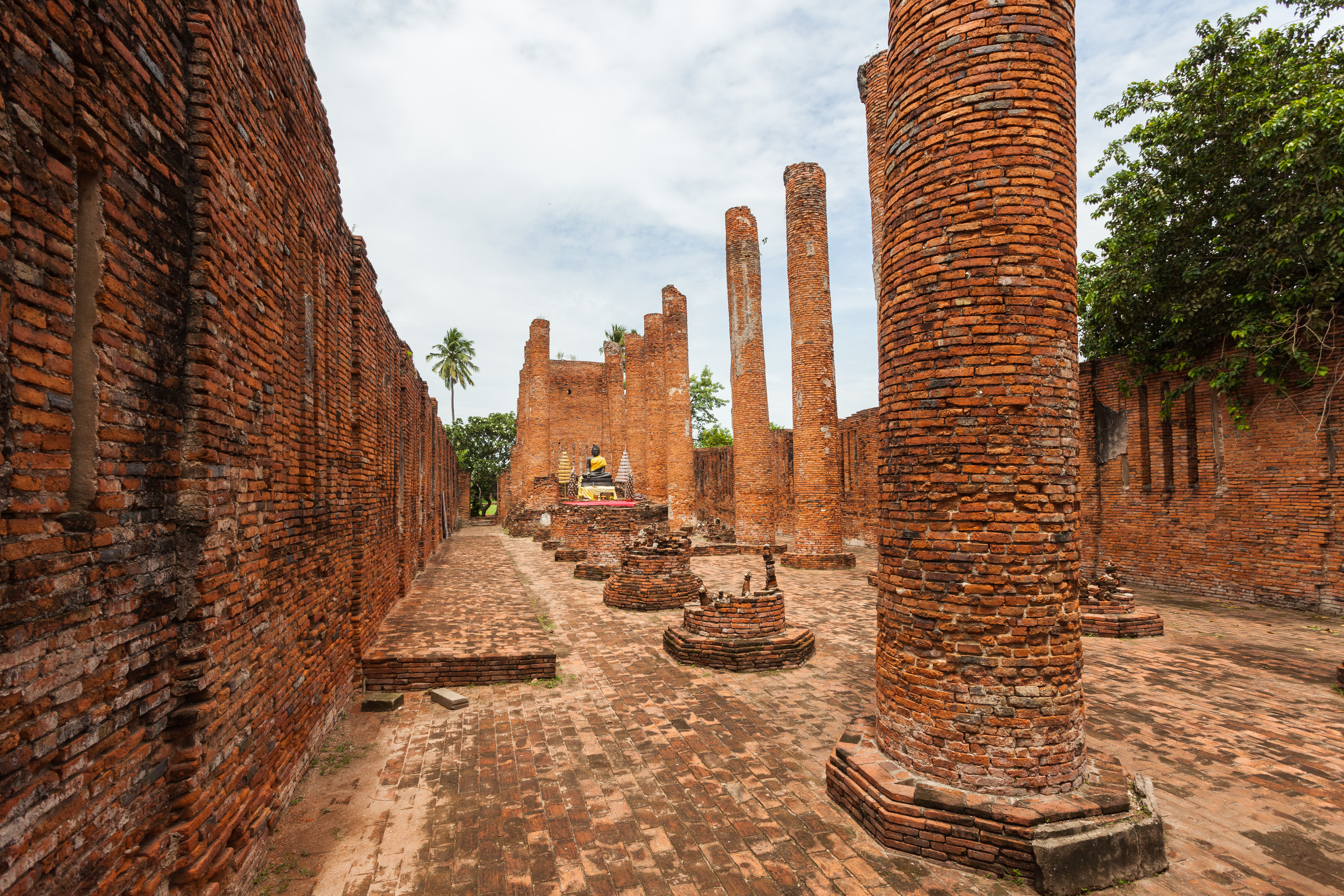
Wat Thammikarat